# العلاقات البلجيكية الكورية الشمالية
العلاقات البلجيكية الكورية الشمالية هي العلاقات الثنائية التي تجمع بين بلجيكا وكوريا الشمالية.

## مقارنة بين البلدين
هذه مقارنة عامة ومرجعية للدولتين:
| وجه المقارنة                                              | بلجيكا                                                                              | كوريا الشمالية                        |
| --------------------------------------------------------- | ----------------------------------------------------------------------------------- | ------------------------------------- |
| المساحة (كم2)                                             | 30.53 ألف                                                                           | 120.54 ألف                            |
| عدد السكان (نسمة)                                         | 11.37 مليون                                                                         | 25.49 مليون                           |
| الكثافة السكانية (ن./كم²)                                 | 372.42                                                                              | 211.47                                |
| العاصمة                                                   | بروكسل                                                                              | بيونغيانغ                             |
| اللغة الرسمية                                             | اللغة الهولندية، لغة فرنسية، اللغة الألمانية                                        | لغة كوريا الشمالية القياسية ‏          |
| العملة                                                    | يورو، فرنك بلجيكي                                                                   | وون كوري شمالي                        |
| الناتج المحلي الإجمالي (بليون دولار)                      | 492.68 مليار                                                                        |                                       |
| الناتج المحلي الإجمالي (تعادل القوة الشرائية) بليون دولار | 514.74 مليار                                                                        |                                       |
| الناتج المحلي الإجمالي الاسمي للفرد دولار أمريكي          | 40.32 ألف                                                                           |                                       |
| الناتج المحلي الإجمالي للفرد دولار أمريكي                 | 43.44 ألف                                                                           |                                       |
| مؤشر التنمية البشرية                                      | 0.890                                                                               |                                       |
| رمز المكالمات الدولي                                      | +32                                                                                 | +850                                  |
| رمز الإنترنت                                              | .be                                                                                 | .kp                                   |
| المنطقة الزمنية                                           | توقيت وسط أوروبا، ت ع م+01:00، ت ع م+02:00، توقيت وسط أوروبا الصيفي، أوروبا/بروكسل ‏ | ت ع م+08:30، ت ع م+08:30، ت ع م+09:00 |

## منظمات دولية مشتركة
يشترك البلدان في عضوية مجموعة من المنظمات الدولية، منها:
| علم المنظمة | اسم المنظمة                   | تاريخ انضمام بلجيكا | تاريخ انضمام كوريا الشمالية |
| ----------- | ----------------------------- | ------------------- | --------------------------- |
|             | الاتحاد البريدي العالمي       | ?                   | ?                           |
|             | الاتحاد الدولي للاتصالات      | 1866                | ?                           |
|             | الأمم المتحدة                 | 27 ديسمبر 1945      | 17 سبتمبر 1991              |
|             | يونسكو                        | 29 نوفمبر 1946      | 18 أكتوبر 1974              |
|             | المنظمة الهيدروغرافية الدولية | ?                   | ?                           |

## وصلات خارجية
- موقع وزارة الخارجية البلجيكية
- موقع وزارة الخارجية الكورية الشمالية